# Liste der Gouvernements von Kuwait
Kuwait wird verwaltungsmäßig in sechs Gouvernements (arabisch محافظة, DMG muḥāfaẓa) gegliedert. Die Gouvernements werden weiter in Distrikte untergliedert.
| Gouvernement | Fläche km² | Bevölkerung Zählung 2005 | geschaffen            |
| --- | ---------- | ------------------------ | --------------------- |
| al-Ahmadi1) | 5 120      | 393 861                  | 1946 aus al-Asima     |
| al-Asima (al-Kuwait)2) | 200        | 261 013                  | bei Staatsgründung    |
| al-Farwaniyya | 190        | 622 123                  | 1988 aus al-Asima     |
| al-Dschahra3) | 12 130     | 272 373                  | 1979 aus al-Asima     |
| Hawalli | 84         | 487 514                  | bei Staatsgründung    |
| Mubarak al-Kabir | 94         | 176 519                  | Nov. 1999 aus Hawalli |
| Kuwait | 17 818     | 2 213 403                |                       |
| 1) Die Neutrale Zone zwischen Kuwait und Saudi-Arabien wurde am 18. Dezember 1969 aufgeteilt, und der nördliche Teil mit 2590 km² wurde ins Gouvernement al-Ahmadi eingegliedert. |            |                          |                       |
| 2) einschließlich der Inseln Failaka, Miskan und Auha |            |                          |                       |
| 3) einschließlich der Inseln al-Warba und Bubiyan |            |                          |                       |